# رود سیهان

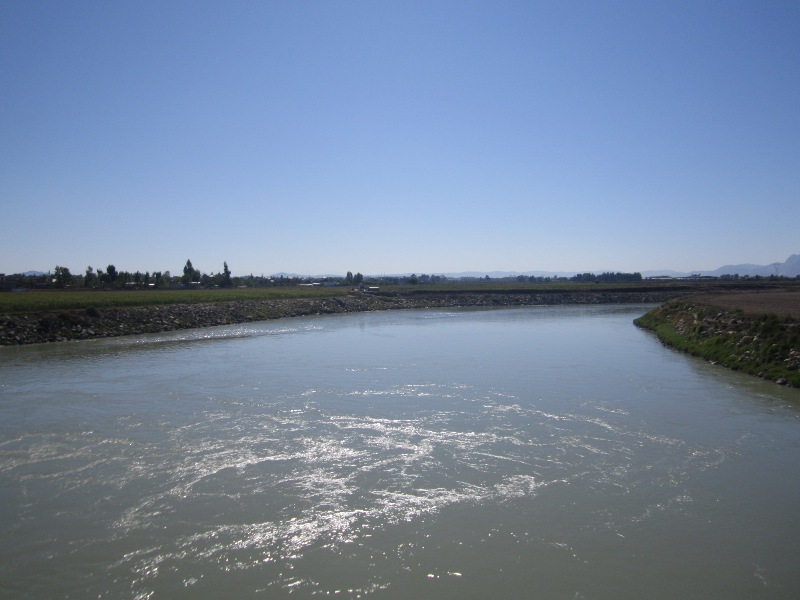
رود سیهان در آدانا

رود سیهان یا رود جیهان یا رود سیحون یا رود جیحون یا نهر سیحون و جیحون یا سیهان (یونانی: Πύραμος), رودی است که از ارتفاعات توروس در کاتائونیای سیلیکیه فلات آناتولی سرچشمه می‌گیرد. این رود در استان قهرمان‌مرعش ترکیه جاری است. رود جیحون در دست کم ۶ نقطه با رود ساروس تلاقی پیدا می‌کند و یکی می‌شوند.
محل شهر و قلعهٔ «آذاتیواتایا» در نزدیکی رود جیحون واقع بوده‌است.